# Taça da Madeira
A Taça da Madeira é uma competição organizada sob a égide da Associação de Futebol da Madeira, disputada em sistema de eliminatórias, e destinada aos clubes filiados nesta associação, que por sua vez, abarca todos os clubes existentes na Região Autónoma da Madeira.

## História

### Bases
Motivada pelas dificuldades financeiras por que passavam os principais clubes madeirenses na altura, a Taça da Madeira, foi lançada pela Associação de Futebol da Madeira, sob o patrocínio da Junta Geral do Distrito do Funchal. O seu presidente da altura - João Abel de Freitas - preconizou a existência desta competição, atribuíndo desta forma prémios pecuniários aos clubes participantes.

### Taça
Destinada aos clubes partipantes na Divisão de Honra do Campeonato da Madeira, ficou estabelecido que o clube que primeiro conseguisse vencer três edições, ficaria com a taça definitivamente para si.
Iniciou-se na época de 1943/44 e teve como vencedor nas duas primeiras edições o Clube Desportivo Nacional. Na edição seguinte, em 1945/46, o Clube de Futebol União roubou a possibilidade de o Nacional ficar em definitivo com a Taça.
O Club Sport Marítimo estreia-se a ganhar na referida competição em 1946/47, repetindo o feito na época seguinte.

### Dificuldades e Interregno
Na época de 1947/48 a prova esteve em risco de não se realizar devido à falta de pagamento dos prémios. No entanto esta prossegue e o Marítimo vence, ficando à beira da conquista definitiva do tão ansiado troféu.
Na edição seguinte, a prova fica marcada pelo protesto do Nacional em relação ao calendário de jogos. O protesto é enviado à Associação de Futebol da Madeira que o reenvia para a Federação Portuguesa de Futebol.
A deliberação desta entidade, provocou a suspensão de todos os jogos feitos até então, tendo um recurso do Club Sport Marítimo junto daquela entidade preconizando como solução o arrastar daquela prova até à época seguinte. Daí não haver vencedor na edição 1948/49.

### Afirmação e Democratização da Prova
Na época de 1949/50 o Marítimo torna-se a primeira equipa a ficar com o troféu, em virtude das três vitórias obtidas, conforme tinha sido acordado. De referir que a Associação de Futebol da Madeira se comprometera a repor este troféu, sempre que uma equipa alcançasse tal deisiderato, sendo que a primeira taça havia sido adquirida em conjunto pelos pelos quatro participantes iniciais: Marítimo, União, Nacional e Sporting da Madeira.
Numa altura em que os clubes da Madeira estavam impedidos de participar nas provas regulares nacionais de futebol, esta taça assumiu-se como uma importante competição.
Desde sempre vedada a outro clubes não participantes na chamada Liga de Honra do Campeonato da Madeira, a prova democratizou-se e foi gradualmente aberta, permitindo a participação de todos. O primeiro clube a quebrar a hegemonia dos clubes do Funchal nas principais provas da Associação de Futebol da Madeira, foi a Associação Desportiva de Machico com a sua vitória nesta competição na edição de 1972/73.

### Redução da importância da prova
Com a progressiva entrada dos clubes madeirenses nas competições nacionais, esta taça perdeu um pouco a sua importância, passando a ser considerada pelos maiores clubes como uma competição menor. Mesmo assim, e depois de algumas épocas de indefinição, em que inclusive não se realizou a dita prova, é de notar a ausência de outros vencedores na prova.
Tal desiderato seria alcançado pelo Clube Futebol Andorinha, que estando ainda na I Divisão Regional - nova designação do principal Campeonato da Madeira, ganha em 1985/86 face a adversários que competiam em escalões muito mais altos.
Esta vitória ajudou a democratizar completamente a competição, sendo que a década de 90 e a primeira década deste milénio, se assistiu a uma profusão imensa de vencedores. Paralelamente a prova foi gradualmente decaindo de importância, servindo para os grandes clubes rodarem jogadores, passando a estar completamente despercebida do grande público.
No início deste milénio, a importância sobre esta prova cresce um pouco, mas sempre longe dos seus tempos aúreos.

## Vencedores
| 1943/44: Nacional 1944/45: Nacional 1945/46: União 1946/47: Marítimo 1947/48: Marítimo 1948/49: Não se disputou 1949/50: Marítimo 1950/51: Marítimo 1951/52: Marítimo 1952/53: Marítimo 1953/54: Marítimo 1954/55: Marítimo 1955/56: Marítimo 1956/57: União 1957/58: União 1958/59: Marítimo 1959/60: Marítimo 1960/61: União 1961/62: União 1962/63: União | 1963/64: União 1964/65: União 1965/66: Marítimo 1966/67: Marítimo 1967/68: Marítimo 1968/69: Marítimo 1969/70: Marítimo 1970/71: Marítimo 1971/72: Marítimo 1972/73: Machico 1973/74: Nacional 1974/75: Nacional 1975/76: Não se disputou 1976/77: Não se disputou 1977/78: Não se disputou 1978/79: Marítimo 1979/80: Não se disputou 1980/81: Marítimo 1981/82: Marítimo 1982/83: União | 1983/84: União 1984/85: Marítimo 1985/86: Andorinha 1986/87: União 1987/88: União 1988/89: União 1989/90: Camacha 1990/91: São Vicente 1991/92: Camacha 1992/93: União 1993/94: Portosantense 1994/95: União 1995/96: Câmara de Lobos 1996/97: Câmara de Lobos 1997/98: Marítimo 1998/99: Machico 1999/00: Ribeira Brava 2000/01: Camacha 2001/02: Nacional 2002/03: União | 2003/04: Camacha 2004/05: União 2005/06: Portosantense 2006/07: Marítimo 2007/08: Nacional 2008/09: Marítimo 2009/10: Portosantense 2010/11: Camacha 2011/12: Pontassolense 2012/13: Bairro da Argentina 2013/14: Câmara de Lobos 2014/15: Pontassolense 2015/16: Cruzado Canicense 2016/17: Câmara de Lobos 2017/18: Marítimo 2018/19: AD Porto da Cruz 2019/20: Final não se disputou 2020/21: Machico 2021/22 CF Caniçal / Clube Futebol Caniçal |

## Palmarés
| Clube               | Títulos |
| ------------------- | ------- |
| Marítimo            | 26      |
| União da Madeira    | 17      |
| Nacional            | 6       |
| Camacha             | 5       |
| Câmara de Lobos     | 3       |
| Portosantense       | 3       |
| Machico             | 3       |
| Pontassolense       | 2       |
| Andorinha           | 1       |
| Bairro da Argentina | 1       |
| Cruzado Canicense   | 1       |
| Ribeira Brava       | 1       |
| São Vicente         | 1       |
| AD Porto da Cruz    | 1       |